# Thea: The Awakening
Thea: The Awakening je strategická videohra z roku 2015, kterou vyvinula a vydala společnost MuHa Games. Je založena na slovanském folklóru a obsahuje minihry vycházející z několika různých žánrů. Po ní následovala hra Thea 2: The Shattering.

## Hratelnost
Thea: The Awakening kombinuje minihry z několika různých žánrů, včetně tahových 4X her, RPG her a digitálních sběratelských karetních her. Hráči se ujímají role slovanského božstva ve fantasy světě, který se vzpamatovává z magické apokalypsy. Po založení vesnice hráči vysílají postavy na průzkum a sběr surovin, které lze využít k výrobě užitečných předmětů. Na rozdíl od tradičních 4X her hráči spravují pouze jednu vesnici a nedobývají další. Boje, úkoly a náhodné události se řeší pomocí karetní minihry. Postavy získávají zkušenostní body a kořist za vítězství v boji. Zraněné postavy mohou zemřít, pokud nejsou vyléčeny. V roce 2016 byl přidán kooperativní multiplayer.

## Vývoj
Autorka úkolů Mila „Yuuki“ Irek uvedla, že ji nejvíce ovlivnil autor Andrzej Sapkowski a stolní hra Warhammer 40,000. Videoherní série Zaklínač založená na Sapkowského románech, již dříve představila slovanský folklór mezinárodnímu publiku a Irek měla zájem o jeho další zkoumání. Slovanský folklór ve hře pochází především z výzkumu ústního podání těchto mýtů, který provedl polský akademik Aleksander Brückner. Spíše než na boj mezi dobrem a zlem, kteýá se běžně vyskytuje v západním folklóru, se tyto příběhy zaměřují na jednotlivce a jsou morálně méně jednoznačné, což se dobře promítá do voleb předkládaných hráčům ve videohrách. Irek uvedla, že se snažil zůstat věrná folklóru, ale musela změnit některé detaily, aby vyhovovaly hernímu médiu. Verze pro PC vyšla 30. listopadu 2015, verze pro Xbox One a PlayStation 4 31. května 2017 a verze pro Nintendo Switch 1. února 2019.

## Přijetí
Na Metacritic získaly verze pro PC a Switch „smíšené nebo průměrné hodnocení“. Rob Zacny ve své recenzi na Rock Paper Shotgun uvedl, že byl zpočátku nadšený z toho, že je hra vícežánrová, díky čemuž se vyhýbá mnoha klišé strategických her. Později však nabyl dojmu, že hra je „velká sbírka malých nápadů“, která v ničem nevyniká, a hratelnost, která by podle něj mohla být návyková, je ve výsledku neuspokojivá. Mark Steighner z Hardcore Gamer ohodnotil hru 3,5/5 hvězdičkami a napsal, že má „silný začátek, který se zhroutí pod tíhou svých systémů“. Recenzent Nintendo Life Dom Reseigh-Lincoln chválil verzi hry pro Switch za to, že má „některé opravdu skvělé nápady“. Uvedl, že se příliš zaměřuje na rutinní práci a mikromanagement. Reseigh-Lincoln hru ohodnotil 6/10 hvězdičkami. Greg Delmage z RPGFan ocenil „neuvěřitelně návykovou hratelnost“ verze pro Switch a ohodnotil ji 85/100.